# Rosetown
Rosetown je město v Rural Municipality of St. Andrews No. 287 v provincii Saskatchewan v Kanadě. Je hlavním a největším sídlem Rural Municipality of St. Andrews No. 287. Nachází se 115 km jihozápadně od Saskatoonu na křižovatce dálnic Highway 4 a Highway 7. V roce 2011 ve městě žilo 2317 obyvatel.

## Dějiny
Město se jmenuje podle prvních obyvatel, kterými byli v roce 1905 James a Anne Roseovi z Lancashire v Anglii. Poštovní úřad byl otevřen v roce 1907.